# Jøssingfjorden
Jøssingfjorden er en norsk fjord, beliggende i Sokndal kommune i fylket Rogaland.

Jøssingfjorden er særlig kendt for Altmark-affæren, som fandt sted den 16. februar 1940. Inderst i fjorden ligger Nedre Helleren kraftværk.
Fjorden er også udskibningshavn for firmaet Titania AS som driver en mine og et renseanlæg for titanmalm, jern og svovl. I 1970'erne og 80'erne brugte mineselskabet Jøssingfjorden som deponi for mineaffald fra titaniumudvinding, og i perioden blev fjorden fyldt fra ca. 90 meters dybde til ca. 20 m dybde. Efter 1984 dumpede de mineaffaldet ude ved Dyngjadybet indtil 1994.
Fjorden er omgivet af stejle bjergsider, som var en stor udfordring for vejbyggerne da riksvei 44 skulle bygges. Vejen er nu fylkesvei 44. Vejen forbi fjorden og opad, og inde i en lodret fjeldside på nordsiden af fjorden, er fortsat en turistattraktion. Fjeldsiden stopper for øvrigt ca. 8 meter før den møder bakken nede ved fjorden, og danner en heller. Her ligger der fortsat to små huse. Helleren i Jøssingfjord er en turistattraktion, og ejes af Dalane Folkemuseum, beliggende 3 kilometer fra Egersund.
Under Under 2. verdenskrig blev betegnelsen "jøssing" taget i brug for antinazistiske nordmænd; baggrunden for dette var Altmark-affæren.

## Geologi
Området omkring fjorden er goldt og fattig på vegetation, består af bjergarten anorthosit .
Anorthosit er en forholdsvis sjælden bjergart, men omkring Jøssingfjorden  befinder sig det største område med anorthosit i Europa, med otte store magmakammre. Området er så specielt at det er optaget som en af geoparkerne i det europæiske netværk af geoparker, under navnet Magma Geopark. Geoparken består af kommunerne Bjerkreim, Eigersund, Lund og Sokndal i Rogaland, samt Flekkefjord i Vest-Agder.
I sommeren 2022 stod Jøssingfjord Vitenmuseum færdig. Målet med museet er at vise regionens rige historie, med specielt fokus på mineralressourcerne som har formet regionen i århundreder.